# عبد الله عبد العاطي النجار

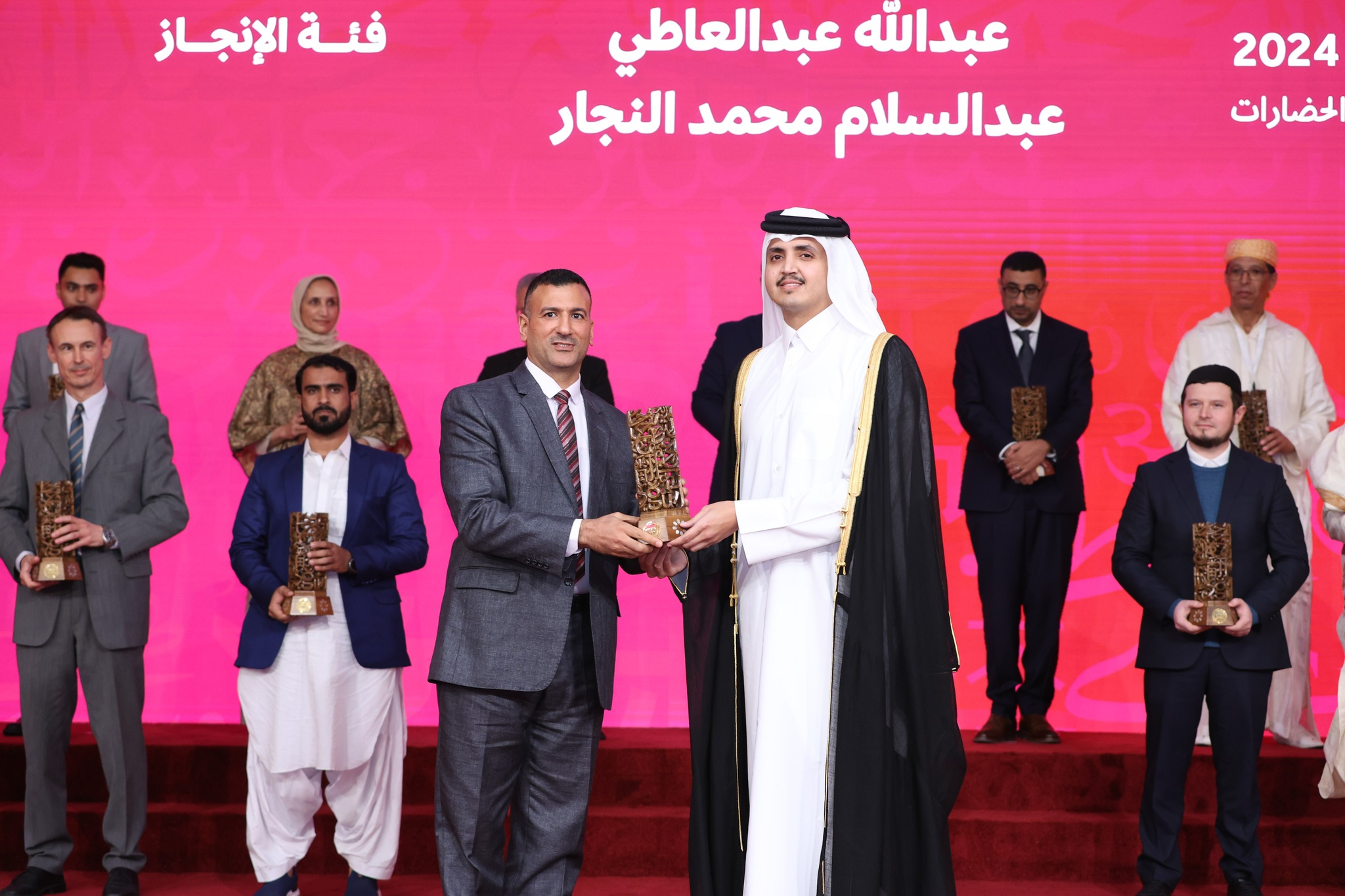
د. عبدالله عبدالعاطي النجار أثناء تسلم جائزة الشيخ حمد من سمو الأمير ثاني بن حمد

عبد الله عبد العاطي عبد السلام محمد النجار (20 مارس 1983)؛ مترجم وباحث ومؤرخ مصري ومحاضر زائر في العلاقات الدولية جامعة أوتفوش لوراند بالمجر. ترجم عن المجرية والإيطالية والإنجليزية، وكتب بعض الكتب في التاريخ والعلاقات الدولية. له كذلك أبحاث منشورة تخطت التسعين. حصل على العديد من الجوائز الدولية مثل جائزة الشيخ حمد للترجمة والتفاهم الدولي، وسيف بالاشي التذكاري وميلان الأدبية.

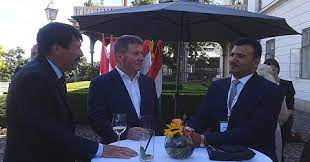
د. عبدالله النجار مع يانوش آدير، رئيس جمهورية المجر بحديقة القصر الجمهوري ببودابست

## كتب مترجمة منشورة

### ترجمات فردية
- 2024: «على أجنحة الكلمات - أشعار بالاشي في العالم العربي»[12][13]

- 2019: «مسافر على ضوء القمر»[ا]
- 2019: «كن طيبًا حتى الممات»[ب]
- 2019: «شكاية طفل صغير» ديوان شعري[ج]
- 2018: أرض كليوباترا[د]
- 2017: «العلاقات بين مصر والمجر 1947-1970 – عبد الناصر في أعين غربية»[ه]
- 2017: «التعساء» [و]
- 2016: ثورة المجر[ز]
- 2015: 77 حدوتة مجرية"[ح]

### ترجمات مشتركة
- 2024: «الكلمات الإيطالية المشتقة من اللغة العربية» (ترجمة مشتركة مع عصام السيد)[23]
- 2024: «الزوجة المثالية» (ترجمة مشتركة مع عصام السيد)[24]

- 2019: حكايات عالمية[25](ترجمة مشتركة مع محمد سعد وشريف أبوشنب وعشام سويد)
- 2019: "المجريون[26]"  قصص قصيرة (ترجمة مشتركة مع محمد سعد)
- 2019: "باتشيرتا[27]" رواية (ترجمة مشتركة مع محمد سعد)
- 2019: الكوميديا الإلهية (ترجمة مشتركة مع عصام السيد)[ط]
- 2019: «جسر على المتوسط: العلاقات بين إيطاليا والدول المطلة على البحر المتوسط 1989-2009» (ترجمة مشتركة مع عصام السيد)[ي]
- 2019: «لمن هذا الوجه» ديوان شعري (ترجمة مشتركة مع محمد سعد)[يا]
- 2019: «مختارات شعرية – أتيلا يوجف» (ترجمة مشتركة مع محمد سعد)[يب]
- 2018: تقرير اليونسكو للعلوم (ترجمة مشتركة) [يج]
- 2016: «الديكاميرون الملحمة الإيطالية» (ترجمة مشتركة مع عصام السيد)[يد]
- 2016: «حواديت في التليفون» (ترجمة مشتركة مع عصام السيد)[يه]
- 2015: «روائع الحكايات المجرية» (ترجمة مشتركة مع شريف أبو شنب)[يو]
- 2015: «حكايات مجرية» (ترجمة مشتركة مع شريف أبو شنب)[يز]

## كتب مؤلفة

### تأليف فردي
- 2019: دراسات تاريخية وسياسية متعددة: مصر وهنغاريا" (العنوان الأصليVarious Historical and Political Studies: Egypt and  Hungary)[38]
- 2019: 1000 مثل وحكمة بالمجرية والإنجليزية والعربية والألمانية[39]
- 2016: "لحظات فريدة ومؤثرة من ثورة المجر – أزمة السويس والمجر 1956"
- 2015: "Az Egyiptomi-Magyar Kapcsolatok a Két Világháború Közötti Időszakban"
- 2012: الدليل إلى المجر

### تأليف مشترك
- 2022: Islam, Regions, and Politics in Historical Perspective: Past & Present. Budapest (Eötvös Loránd University), 210 p.[40]

- 2020: Az 1973-as arab-izraeli haború – Sajto-, és külügyi jelentések (Abdallah Abdel-Ati Al-Naggar, J. Nagy László) – دار JATEPress بجامعة سجد بالمجر[41]
- 2019: MAGYARORSZÁG és 1948-as arab izraeli háború (Abdallah Abdel-Ati Al-Naggar – Szabó Viola) – دار JATEPress بجامعة سجد بالمجر[42]
- 2019: Magyarország és az 1967-es arab-izraeli háború (Diplomáciai iratok – Sajtócikkek) (Abdallah Abdel-Ati Al-Naggar, J. Nagy László) – دار JATEPress بجامعة سجد بالمجر
- 2019: "Studies in Peace-Building History between East and West through the Middle Ages and modern Era" (Eds: Aly El-Sayed, Abdallah Abdel-Ati Al-Naggar, Ahmed Sheir) – دار سنابل للكتاب، القاهرة. عدد صفحات الكتاب: 214 صفحة[43][44]

- 2017: "A Szuezi Válság és Magyarország – 1956. Diplomáciai Iratok" (Sáringer János – Abdallah Abdel-Ati Al-Naggar) – Veritas Research Institute for History & Magyar Napló – بودابست. عدد صفحات الكتاب: 472 صفحة[45]

- 2017: "Relations between East and West – Various Studies: Medieval and Contemporary Ages" (Aly El-Sayed – Luciano Gallinari – Abdallah Abdel-Ati)[46] – دار الكتاب الجامعي – القاهرة. عدد صفحات الكتاب: 394 صفحة